# Gauffering
Gauffering, även goffering eller gauffrering respektive goffrering, kallas en metod för veckning och prägling av mönster på fuktat tyg, papper, med mera, med hjälp av varma pressar, graverade valsar och stämplar. Ibland används begreppet även felaktigt för tät veckbildning, som plissering.
Tekniken kan även användas vid stickning, genom att man gör nedtag i flera varv nedanför och stickar några maskor på det viset. Det uppstår ett dekorativt veck som bäst lämpar sig på grund med slätstickning så att vecket syns bra.